# Tour de Langkawi 2020
Il Tour de Langkawi 2020, venticinquesima edizione della corsa, valido come terza prova dell'UCI ProSeries 2020 categoria 2.Pro, si svolse in otto tappe dal 7 al 14 febbraio 2020 su un percorso di 1135,3 km, con partenza da Kuching e arrivo a Kuah, nel'arcipalago di Langkawi, in Malaysia. La vittoria fu appannaggio dell'italiano Danilo Celano, che completò il percorso in 26h39'58", alla media di 42,575 km/h, precedendo il kazako Yevgeniy Fedorov e il russo Artëm Ovečkin.
Sul traguardo di Kuah 107 ciclisti, su 126 partiti da Kuching, portarono a termine la competizione.

## Tappe
| Tappa  | Data        | Percorso                               | km     | Vincitore di tappa | Leader cl. generale |
| ------ | ----------- | -------------------------------------- | ------ | ------------------ | ------------------- |
| 1ª     | 7 febbraio  | Kuching > Kuching                      | 85,6   | Yevgeniy Fedorov   | Yevgeniy Fedorov    |
| 2ª     | 8 febbraio  | Kuala Terengganu > Kerteh              | 175,5  | Taj Jones          | Yevgeniy Fedorov    |
| 3ª     | 9 febbraio  | Temerloh > Kuala Lumpur/Torri Petronas | 162,5  | Max Walscheid      | Yevgeniy Fedorov    |
| 4ª     | 10 febbraio | Putrajaya > Genting Highlands          | 156,1  | Kevin Rivera       | Danilo Celano       |
| 5ª     | 11 febbraio | Kuala Kubu Bharu > Ipoh                | 165,8  | Mohd Harrif Saleh  | Danilo Celano       |
| 6ª     | 12 febbraio | Taiping > Isola di Penang              | 150,6  | Hideto Nakane      | Danilo Celano       |
| 7ª     | 13 febbraio | Bagan Datoh > Alor Setar               | 130,4  | Mohd Harrif Saleh  | Danilo Celano       |
| 8ª     | 14 febbraio | Dataran Lang > Kuah                    | 108,5  | Max Walscheid      | Danilo Celano       |
| Totale | Totale      | Totale                                 | 1135,3 |                    |                     |

## Squadre e corridori partecipanti
| N.      | Cod. | Squadra                       |
| ------- | ---- | ----------------------------- |
| 1-6     | NTT  | NTT Pro Cycling Team          |
| 11-17   | ANS  | Androni Giocattoli-Sidermec   |
| 21-26   | BCF  | Bardiani-CSF-Faizanè          |
| 31-36   | THR  | Vini Zabù KTM                 |
| 41-46   | BVC  | B&B Hotels-Vital Concept      |
| 51-56   | NDP  | Nippo Delko Provence          |
| 61-66   | AIS  | Aisan Racing Team             |
| 71-76   | BLN  | Team BridgeLane               |
| 81-86   | PGN  | Pgn Road Cycling Team         |
| 91-96   | KSP  | KSPO Professional             |
| 101-106 | ACA  | ARA Pro Racing Sunshine Coast |

| N.      | Cod. | Squadra                           |
| ------- | ---- | --------------------------------- |
| 111-116 | SMC  | SSIOS Miogee Cycling Team         |
| 121-126 | STG  | St George Continental Cy. Team    |
| 131-136 | TSC  | Team Sapura Cycling               |
| 141-146 | TSG  | Terengganu Inc. TSG Cycling Team  |
| 151-156 | TCC  | Thailand Continental Cycling Team |
| 161-166 | VAM  | Vino-Astana Motors                |
| 171-176 | WGC  | Wildlife Generation Pro Cycling   |
| 181-186 | BLZ  | Utsunomiya Blitzen                |
| 191-196 | HKS  | HKSI Pro Cycling Team             |
| 201-206 | MYS  | Malaysia                          |

## Dettagli delle tappe

### 1ª tappa
- 7 febbraio: Kuching > Kuching – 85,6 km

Risultati
| Pos. | Corridore              | Squadra   | Tempo    |
| ---- | ---------------------- | --------- | -------- |
| 1    | Yevgeniy Fedorov       | Vino-Ast. | 1h51'01" |
| 2    | T. Boonratanathanakorn | Thailand  | a 3"     |
| 3    | Ahmet Örken            | Sapura    | a 1'17"  |

| Pos. | Corridore              | Squadra   | Tempo    |
| ---- | ---------------------- | --------- | -------- |
| 1    | Yevgeniy Fedorov       | Vino-Ast. | 1h50'45" |
| 2    | T. Boonratanathanakorn | Thailand  | a 9"     |
| 3    | Ahmet Örken            | Sapura    | a 1'29"  |

### 2ª tappa
- 8 febbraio: Kuala Terengganu > Kerteh – 175,5 km

Risultati
| Pos. | Corridore     | Squadra    | Tempo    |
| ---- | ------------- | ---------- | -------- |
| 1    | Taj Jones     | ARA        | 4h05'29" |
| 2    | Max Walscheid | NTT        | s.t.     |
| 3    | Jérémy Lecroq | B&B Hotels | s.t.     |

| Pos. | Corridore              | Squadra   | Tempo    |
| ---- | ---------------------- | --------- | -------- |
| 1    | Yevgeniy Fedorov       | Vino-Ast. | 5h56'14" |
| 2    | T. Boonratanathanakorn | Thailand  | a 9"     |
| 3    | Taj Jones              | ARA       | a 1'23"  |

### 3ª tappa
- 9 febbraio: Temerloh > Kuala Lumpur/Torri Petronas – 162,5 km

Risultati
| Pos. | Corridore       | Squadra | Tempo    |
| ---- | --------------- | ------- | -------- |
| 1    | Max Walscheid   | NTT     | 3h51'49" |
| 2    | Riccardo Minali | Nippo   | s.t.     |
| 3    | Ahmet Örken     | Sapura  | s.t.     |

| Pos. | Corridore              | Squadra   | Tempo    |
| ---- | ---------------------- | --------- | -------- |
| 1    | Yevgeniy Fedorov       | Vino-Ast. | 9h47'56" |
| 2    | T. Boonratanathanakorn | Thailand  | a 9"     |
| 3    | Max Walscheid          | NTT       | a 1'17"  |

### 4ª tappa
- 10 febbraio: Putrajaya > Genting Highlands – 156,1 km

Risultati
| Pos. | Corridore     | Squadra    | Tempo    |
| ---- | ------------- | ---------- | -------- |
| 1    | Kevin Rivera  | Androni    | 4h18'55" |
| 2    | Danilo Celano | Sapura     | a 10"    |
| 3    | Artëm Ovečkin | Terengganu | a 43"    |

| Pos. | Corridore        | Squadra    | Tempo     |
| ---- | ---------------- | ---------- | --------- |
| 1    | Danilo Celano    | Sapura     | 14h08'28" |
| 2    | Yevgeniy Fedorov | Vino-Ast.  | a 30"     |
| 3    | Artëm Ovečkin    | Terengganu | a 35"     |

### 5ª tappa
- 11 febbraio: Kuala Kubu Bharu > Ipoh – 165,8 km

Risultati
| Pos. | Corridore         | Squadra    | Tempo    |
| ---- | ----------------- | ---------- | -------- |
| 1    | Mohd Harrif Saleh | Terengganu | 3h39'42" |
| 2    | Max Walscheid     | NTT        | s.t.     |
| 3    | Matteo Pelucchi   | Bardiani   | s.t.     |

| Pos. | Corridore        | Squadra    | Tempo     |
| ---- | ---------------- | ---------- | --------- |
| 1    | Danilo Celano    | Sapura     | 17h48'10" |
| 2    | Yevgeniy Fedorov | Vino-Ast.  | a 30"     |
| 3    | Artëm Ovečkin    | Terengganu | a 35"     |

### 6ª tappa
- 12 febbraio: Taiping > Isola di Penang – 150,6 km

Risultati
| Pos. | Corridore           | Squadra   | Tempo    |
| ---- | ------------------- | --------- | -------- |
| 1    | Hideto Nakane       | Nippo     | 3h29'15" |
| 2    | Gleb Brussenskiy    | Vino-Ast. | s.t.     |
| 3    | Samuele Battistella | NTT       | a 4"     |

| Pos. | Corridore        | Squadra    | Tempo     |
| ---- | ---------------- | ---------- | --------- |
| 1    | Danilo Celano    | Sapura     | 21h17'33" |
| 2    | Yevgeniy Fedorov | Vino-Ast.  | a 26"     |
| 3    | Artëm Ovečkin    | Terengganu | a 35"     |

### 7ª tappa
- 13 febbraio: Bagan Datoh > Alor Setar – 130,4 km

Risultati
| Pos. | Corridore         | Squadra    | Tempo    |
| ---- | ----------------- | ---------- | -------- |
| 1    | Mohd Harrif Saleh | Terengganu | 2h53'17" |
| 2    | Matteo Pelucchi   | Bardiani   | s.t.     |
| 3    | Taj Jones         | ARA        | s.t.     |

| Pos. | Corridore        | Squadra    | Tempo     |
| ---- | ---------------- | ---------- | --------- |
| 1    | Danilo Celano    | Sapura     | 24h10'50" |
| 2    | Yevgeniy Fedorov | Vino-Ast.  | a 26"     |
| 3    | Artëm Ovečkin    | Terengganu | a 35"     |

### 8ª tappa
- 14 febbraio: Dataran Lang > Kuah – 108,5 km

Risultati
| Pos. | Corridore     | Squadra | Tempo    |
| ---- | ------------- | ------- | -------- |
| 1    | Max Walscheid | NTT     | 2h29'08" |
| 2    | Luca Pacioni  | Androni | s.t.     |
| 3    | Taj Jones     | ARA     | s.t.     |

| Pos. | Corridore        | Squadra    | Tempo     |
| ---- | ---------------- | ---------- | --------- |
| 1    | Danilo Celano    | Sapura     | 26h39'58" |
| 2    | Yevgeniy Fedorov | Vino-Ast.  | a 26"     |
| 3    | Artëm Ovečkin    | Terengganu | a 35"     |

## Evoluzione delle classifiche
| Tappa              | Vincitore          | Classifica generale Maglia gialla | Classifica a punti Maglia verde | Classifica scalatori Maglia rossa | Classifica a squadre |
| ------------------ | ------------------ | --------------------------------- | ------------------------------- | --------------------------------- | -------------------- |
| 1ª                 | Yevgeniy Fedorov   | Yevgeniy Fedorov                  | Yevgeniy Fedorov                | non assegnata                     | Vino-Astana Motors   |
| 2ª                 | Taj Jones          | Yevgeniy Fedorov                  | Yevgeniy Fedorov                | non assegnata                     | Vino-Astana Motors   |
| 3ª                 | Max Walscheid      | Yevgeniy Fedorov                  | Max Walscheid                   | Muhammad Mohd Zariff              | Vino-Astana Motors   |
| 4ª                 | Kevin Rivera       | Danilo Celano                     | Max Walscheid                   | Muhammad Mohd Zariff              | Team Sapura Cycling  |
| 5ª                 | Mohd Harrif Saleh  | Danilo Celano                     | Max Walscheid                   | Muhammad Mohd Zariff              | Team Sapura Cycling  |
| 6ª                 | Hideto Nakane      | Danilo Celano                     | Max Walscheid                   | Muhammad Mohd Zariff              | Team Sapura Cycling  |
| 7ª                 | Mohd Harrif Saleh  | Danilo Celano                     | Max Walscheid                   | Muhammad Mohd Zariff              | Team Sapura Cycling  |
| 8ª                 | Max Walscheid      | Danilo Celano                     | Max Walscheid                   | Muhammad Mohd Zariff              | Team Sapura Cycling  |
| Classifiche finali | Classifiche finali | Danilo Celano                     | Max Walscheid                   | Muhammad Mohd Zariff              | Team Sapura Cycling  |

## Classifiche finali

### Classifica generale - Maglia gialla
| Pos. | Corridore         | Squadra    | Tempo     |
| ---- | ----------------- | ---------- | --------- |
| 1    | Danilo Celano     | Sapura     | 26h39'58" |
| 2    | Yevgeniy Fedorov  | Vino-Ast.  | a 26"     |
| 3    | Artëm Ovečkin     | Terengganu | a 35"     |
| 4    | Pierpaolo Ficara  | Sapura     | a 1'07"   |
| 5    | Quentin Pacher    | B&B Hotels | a 1'09"   |
| 6    | Hideto Nakane     | Nippo      | a 1'34"   |
| 7    | Cristian Raileanu | Sapura     | a 1'36"   |
| 8    | Lorenzo Fortunato | Vini Zabù  | a 1'56"   |
| 9    | Carlos Quintero   | Terengganu | a 1'59"   |
| 10   | F. M. Bongiorno   | Vini Zabù  | a 2'12"   |

### Classifica a punti - Maglia verde
| Pos. | Corridore         | Squadra    | Punti |
| ---- | ----------------- | ---------- | ----- |
| 1    | Max Walscheid     | NTT        | 65    |
| 2    | Taj Jones         | ARA        | 55    |
| 3    | Mohd Harrif Saleh | Terengganu | 44    |
| 4    | Matteo Pelucchi   | Bardiani   | 32    |
| 5    | Luca Pacioni      | Androni    | 30    |

### Classifica scalatori - Maglia rossa
| Pos. | Corridore           | Squadra    | Punti |
| ---- | ------------------- | ---------- | ----- |
| 1    | M. Mohd Zariff      | Sapura     | 34    |
| 2    | Quentin Pacher      | B&B Hotels | 23    |
| 3    | Samuele Battistella | NTT        | 18    |
| 4    | Kevin Rivera        | Androni    | 15    |
| 5    | Rylee Field         | BridgeLane | 14    |

### Classifica a squadre
| Pos. | Squadra                           | Tempo     |
| ---- | --------------------------------- | --------- |
| 1    | Team Sapura Cycling               | 80h02'45" |
| 2    | Terengganu Inc. TSG Cycling Team  | a 4'48"   |
| 3    | Thailand Continental Cycling Team | a 9'24"   |
| 4    | Vino-Astana Motors                | a 10'16"  |
| 5    | HKSI Pro Cycling Team             | a 15'51"  |